# Metro-Goldwyn-Mayer
Metro-Goldwyn-Mayer Studios (MGM) is een Amerikaanse filmproductie, -distributie en televisiestudio. De studio wordt gezien als de meest roemruchte filmstudio ooit en wordt historisch gezien als een van de drijvende krachten achter de filmindustrie.
In mei 2021 werd de studio voor US$ 8,45 miljard verkocht aan het e-commercebedrijf Amazon.

## Activiteiten
MGM is een amusementsbedrijf dat zich toelegt op de productie en distributie van films en televisieprogramma's wereldwijd. Het bedrijf is eigenaar van een grote bibliotheek van ruim 5.000 films en 17.000 televisieprogramma's. Daarnaast heeft MGM financiële belangen in diverse binnenlandse en internationale televisiezenders.
Enkele "signatureproducties" van Metro-Goldwyn-Mayer zijn Tom en Jerry, Gone with the Wind (enkel distributie), Ben-Hur, The Wizard of Oz, 2001: A Space Odyssey, The Silence of the Lambs, The Pink Panther-films, James Bond-films en Stargate SG-1. Daarnaast bezit MGM de grootste, moderne filmcollectie ter wereld, ondanks dat veel van de oude films in handen zijn van Turner Entertainment Co. (Time Warner) door middel van een controversiële overname-verkoop in de jaren '70.
In 2015 werd de Britse televisieproducent Mark Burnett aangesteld als CEO van MGM Television om zo een sterkere positie in de televisiesector te verwerven. Enkele bekende televisieproducties van MGM zijn Survivor, The Apprentice en The Real Housewives. MGM produceert ook dramaseries, waaronder The Handmaid's Tale.

## Geschiedenis
De studio is het resultaat van een fusie tussen drie filmproductiehuizen in 1924, Metro Pictures Corporation (opgericht in 1915), Goldwyn Pictures Corporation (1916) en Louis B. Mayer Pictures (1918). Alhoewel het door bioscoopmagnaat Marcus Loew beheerde Metro Pictures de financiële overhand had binnen de fusie, nam Metro-Goldwyn-Mayer de levensspreuk (Ars Gratia Artis, 'kunst om de kunst'), het logo (Leo, de leeuw) en de filmstudiofaciliteiten van Goldwyn Pictures aan. Deze drie kenmerken van de nieuwe filmstudio zijn nog beroemd, vooral het beeldmerk Leo. Louis B. Mayer, bekend van zijn sterk maar streng leiderschap, werd studiovoorzitter en Irving Thalberg (Boy Wonder) werd hoofd van productie.
Marcus Loew controleerde niet alleen Metro Pictures, maar later zou hij tevens de naamgever zijn van het moederbedrijf van alle MGM-bezittingen, Loews Incorporated. Loews Inc. zou later evolueren via de bioscooptak van het bedrijf (los van de filmstudio) en bestaat nog steeds als een van de grootste bioscoopbeheerders in de Verenigde Staten.
De belangrijkste bezittingen van MGM waren Metro-Goldwyn-Mayer Pictures, United Artists (overgenomen in 1981), Orion Pictures en The Samuel Goldwyn Company. De MGM Studios werden in de jaren tachtig door MGM verkocht en in 1990 kocht Sony Pictures de studiofaciliteiten op. Gelijk na de overname werden de studio's hernoemd naar Sony Pictures Studios en sinds Metro-Goldwyn-Mayer in 2005 weer verwant is aan Sony Pictures betrekt MGM de studio's wederom na vele jaren om films te produceren.
MGM wisselde vaak van eigenaar. In 1986 verkocht miljardair Kirk Kerkorian MGM aan Ted Turner. Kerkorian kocht MGM terug al bleef een groot deel van de filmbibliotheek achter bij Turner. Vervolgens verkocht hij de studio aan Giancarlo Paretti. Onder zijn bewind leed het bedrijf grote verliezen en de Franse bank Credit Lyonnais nam MGM over om iets van het geld dat het aan Paretti had geleend terug te krijgen. In 1996 nam Kerkorian voor de derde keer de studio over van Credit Lyonnais voor US$ 1,3 miljard.
Het bedrijf is op 8 april 2005 overgenomen door een consortium geleid door Sony Pictures Entertainment. Andere aandeelhouders waren TPG Capital, Providence Equity Partners, Comcast Corp. en een onderdeel van de Zwitserse bank Credit Suisse. Na de overname door Sony Pictures werd er door critici getwijfeld of MGM verder zal bestaan als een filmlabel of -studio. In maart 2006 werd er echter duidelijk gemaakt dat Metro-Goldwyn-Mayer als studio apart van Sony's Columbia Pictures en TriStar Pictures films uit zal brengen. Hiernaast heeft MGM distributiecontracten gesloten met onafhankelijke filmstudio's om per jaar gemiddeld twintig films uit te kunnen brengen om weer een volledige filmstudio te worden die mee kan gaan met de top tien in de Noord-Amerikaanse filmindustrie.
Sinds 2001 distribueert 20th Century Fox de films van Metro-Goldwyn-Mayer buiten de Verenigde Staten. In 2006 werd er een tweede contract getekend met 20th Century Fox, waardoor MGM Home Entertainment voortaan buiten de Verenigde Staten vervangen zal worden door 20th Century Fox Home Entertainment. Dit in contrast tot de verwachting van velen, dat nieuwe mede-eigenaar Sony met Sony Pictures Home Entertainment het filmarchief van MGM buiten de Verenigde Staten zou gaan distribueren.
In oktober 2010 vroeg de maatschappij faillissement aan wegens een schuld van US$ 4 miljard, nadat maandenlange onderhandelingen met schuldeisers op niets waren uitgelopen. De schuldeisers gingen akkoord met een deal, waarbij zij het overgrote deel van MGM in handen kregen. Na de overeenkomst met de schuldeisers werden Gary Barber en Roger Birnbaum van Spyglass Entertainment Group de bestuurders van MGM.

## Logo
Het logo van MGM is een brullende leeuw, omhuld met een gouden filmrol met het bedrijfsmotto daarin geschreven ("Ars Gratia Artis"). Het logo werd gemaakt door artdirector Lionel S. Reiss in opdracht van hoofdpublicist Howard Dietz. De leeuw in het logo wordt Leo the Lion genoemd, maar in werkelijkheid wordt deze rol door meerdere leeuwen vertolkt door de jaren heen: o.a. Slats, Jackie, Coffee, Tanner en Leo. De zevende leeuw, wel Leo genaamd, was voor het eerst te zien in 1957 en is nog steeds te zien aan het begin van de meeste MGM films.

## Nederland
Sinds 2018 is MGM ook in Europa actief, na een investering in televisieproductiehuis Concept Street. Dit Nederlandse bedrijf heeft toegang tot de non-scripted catalogus van MGM om zo lokale versies van deze formats in Europa te produceren. Andersom ontwikkelen zij ook eigen formats voor de internationale televisiemarkt, die vervolgens weer door MGM worden gedistribueerd.